# Don Myrah
Donald W. „Don“ Myrah (* 17. Januar 1966 in Oakland) ist ein ehemaliger US-amerikanischer Radrennfahrer und nationaler Meister im Radsport.

## Sportliche Laufbahn
Myrah war im Straßenradsport, Mountainbikesport und im Querfeldeinrennen (heutige Bezeichnung Cyclocross) aktiv. 1989 gewann er den nationalen Titel im Querfeldeinrennen vor Paul Curley. 1990 gewann er erneut. 1991 siegte er im Titelrennen vor Jan Wiejak, 1994 vor Peter Webber. 1987 und 1988 wurde er Vize-Meister, 1993 wurde er Dritter. Bei den UCI-Cyclocross-Weltmeisterschaften 1988 wurde er 26., 1989 42. und 1990 42. des Rennens. 
In den Mastersklassen gewann er später noch mehrmals die Weltmeisterschaft. Er war auch im Mountainbikesport aktiv und wurde 1996 bei den Olympischen Sommerspielen in Atlanta 20. im Mountainbikerennen. Im Straßenradsport gewann er einige nationale Rennen.

## Erfolge
1989
- US-Meister – Cyclocross

1990
- US-Meister – Cyclocross

1991
- US-Meister – Cyclocross

1994
- US-Meister – Cyclocross